# 弘前市立西小学校
弘前市立西小学校（ひろさきしりつ にししょうがっこう）は青森県弘前市茜町にある公立小学校。

## 概要
本校は、1965年（昭和40年）に樋の口町に完成した城西団地の人口急増による、児童急増で城西小学校がパンク状態になったため、設立された学校である。

## 沿革
- 1971年（昭和46年）
  - 7月21日 - 樋の口町146番1号（現:茜町3丁目2番1号・現在地）に校舎校舎建築着工。
  - 12月23日 - 弘前市議会にて、1校を新設する議案を可決、校名を西小学校と決定。
- 1972年（昭和47年）
  - 3月13日 - 第一期工事竣工。
  - 4月1日 - 開校。ただし、この時点で校舎は完成しておらず、低学年児童のみ新校舎に収容し、中学年児童と高学年児童は、引き続き弘前市立城西小学校に収容した。
  - 6月21日 - 第二期工事着工。
  - 12月14日 - 第二期工事竣工。新校舎完成をもって、中学年・高学年児童も収容。
- 1974年（昭和49年） - 体育館建築[1]。

## 学区
城西全域、樋の口町、南城西全域、樋の口1丁目の一部、樋の口2丁目、茜町1・2丁目、茜町3丁目の一部。

## アクセス
- 弘南バス駒越線で、「イオンタウン弘前樋の口」停留所から、徒歩約410m・約6分（停留所から学校敷地まで最短100mほどだが、道路と正門との位置関係で遠回りとなる）。

## 周辺
- 弘前市西部学校給食センター - 敷地が隣接
- 弘前市道樋の口町7号線[2] - 正門（校門）が沿道にある市道。
- 弘前市道茂森町樋の口町線[2]（茜通り）
- イオンタウン弘前樋の口 - 弘前市道茂森町樋の口町線[2]（茜通り）をはさんで、敷地が隣接。
- 弘前警察署城西駐在所
- 青森県道129号関ケ平五代線
- 新土渕川
  - 岩木川
- 特別養護老人ホーム三和園
- デイサービスセンター城西
  - グループホーム城西

## 参考資料
- 『新編弘前市史 通史編5（近・現代2）』（弘前市・2005年12月18日発行）「第6章 現代の弘前・第5節 教育の整備拡充・一 小学校教育」629頁「西小学校の創設」